# Hugo Saggioratto

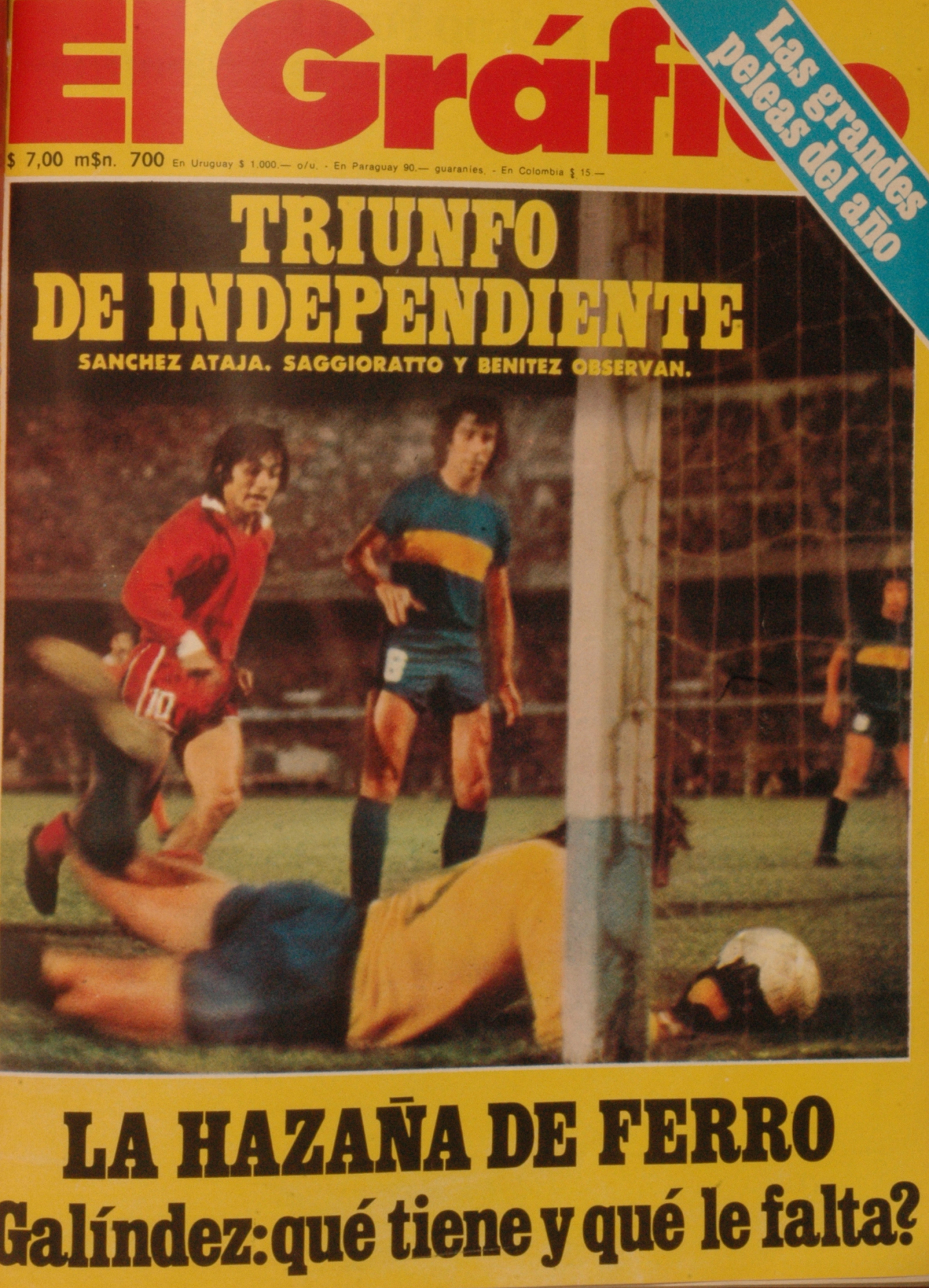
Saggioratto en 1974.

Hugo José Saggioratto (apodado “Manija”)(29 de enero de 1952) es un exfutbolista argentino nacido en el pueblo de Arequito, provincia de Santa Fe.
Es uno de los mayores ídolos de la historia del Independiente, donde jugó 138 partidos entre 1971 y 1977, pese a haber actuado la mayor parte del tiempo a la sombra de la leyenda de Ricardo Bochini, quien jugaba en la misma posición obligándole a desempeñar de manera improvisada como punta izquierda o como armador. Irónicamente, el Bocha debutó en el club entrando a un partido sustituyendo justamente a Saggioratto. Viniendo de las inferiores del club rojo a donde llegó a los 14 años de edad, integró el elenco multiganador de la década de 1970, facturando tres Libertadores  (marcó uno de los dos goles de la final de 1974), la primera Copa Intercontinental del club (en 1973) e una Copa Interamericana.
La falta de espacio provocada por Bochini no impidió que ambos se hayan transformado en grandes amigos; el propio Saggioratto declaró que "el fútbol me dejó grandes amigos como el Bocha, uno de los que siempre está cerca mío cuando lo necesito". Tuvo éxito también en el Argentinos Juniors, donde era cantado por la hinchada como el "hermano de Maradona", entonces la estrella del equipo.
Jugó en Belgrano de Córdoba luego de jugar en Independiente. Tuvo un gran encuentro con el gran delantero Adalberto Di Santo, opacándolo en una de las grandes semifinales de la liga, enfrentándose Argentino de fuentes y Arequito, pasando en esta oportunidad Argentina de Fuentes y posteriormente perdiendo la final. 

## Palmarés

### Torneos internacionales
| Título                | Club          | Sede        | Año  |
| --------------------- | ------------- | ----------- | ---- |
| Copa Libertadores     | Independiente | Avellaneda  | 1972 |
| Copa Interamericana   | Independiente | Tegucigalpa | 1973 |
| Copa Intercontinental | Independiente | Roma        | 1973 |
| Copa Libertadores     | Independiente | Santiago    | 1974 |
| Copa Interamericana   | Independiente | Guatemala   | 1974 |
| Copa Libertadores     | Asunción      | 1975        |      |